# Нантой, Оазу Георгиевич
Оазу Георгиевич Нантой (рум. Oazu Nantoi; род. 3 февраля 1948, с. Ванчикауцы, Единецкий район, Молдавская ССР, СССР) — молдавский политик. Депутат Парламента Республики Молдова (2010, с 2019 года).

## Биография
Родился 3 февраля 1948 года в селе Ванчикауцы Единецкого района Молдавской ССР.
В 1965 году начал и в 1970 году окончил образование в Техническом университете Молдовы по специальности инженер-электрик.
- 1970—1972 — инженер на заводе «Vibroaparat», мун. Кишинёв.
- 1974—1989 — старший инженер, руководитель группы в институте химии центра автоматизации и метрологии Академии наук Молдавии.
- 1990—1991 — заместитель генерального директора агентства «Moldova-Press».
- 1990—2004 — учредитель и председатель Социал-демократической партии Молдовы (СДПМ).
- 1991—1992 — начальник управления политического анализа при Президенте Республики Молдова.
- 1992—1995 — заместитель директора агентства «Logos-Press».
- 1995—1998 — директор предприятия «Euro-Alco».
- 1998 год — начальник управления межведомственной комиссии по согласованию государственной политики в населённых пунктах левобережья Днестра.
- 2000—2019 — директор программ в области менеджмента конфликтов Института публичных политик.
- 1995—2001 — директор-координатор ассоциации по поддержке доверия, мира и стабильности «Increderea».
- 2007—2009 — муниципальный советник в Муниципальном совете Кишинёва, от фракции Демократической партии Молдовы (ДПМ).
- 2010 год — депутат парламента Республики Молдова от фракции ДПМ.
- 2008—2011 — вице-председатель Демократической партии Молдовы.
- 2012 год — баллотировался на должность президента Республики Молдова[2].
- 23 марта 2015 года — присоединился к Европейской народной партии Молдовы(ЕНПМ) во главе с экс-премьер-министром Республики Молдова Юрие Лянкэ[3].
- 29 апреля 2015 года — выдвинут кандидатом ЕНПМ на должность генерального примара (мэра) Кишинёва.
- 2015—2018 — муниципальный советник в Муниципальном совете Кишинёва, от фракции Европейской народной платформы Молдовы.
- 2015—2016 — вице-председатель ЕНПМ.
- С 2019 года — депутат парламента Республики Молдова от фракции «Действие и солидарность», блок АКУМ.

В мае 1992 года подал в отставку с поста руководителя службы политического анализа аппарата президента Республики Молдова. В мае 1993 года провёл I съезд СДПМ, на котором был принят устав партии, а в феврале 1995 года — III съезд, на котором была принята новая программа «Новый путь для Молдовы». Оазу Нантой возглавлял СДПМ в периоды 1990—1995 годов и 1998—2004 годов. В 2007-м, вместе с группой социал-демократов перешёл в Демократическую партию Молдовы. В 2007 году Оазу Нантой стал муниципальным советником Муниципального совета Кишинёва по спискам ДПМ. Позже занял пост вице-председателя ДПМ. На внеочередных парламентских выборах 29 июля 2009 года, Оазу Нантой становится депутатом парламента Республики Молдова. На следующих парламентских выборах, 28 ноября 2010, он не вошёл в избирательный список ДПМ. В 2011 году вышел из Демократической партии Молдовы. Согласно заявлениям самого Нантоя, он решил бросить политику — ради возможности свободно высказывать своё мнение.
Оазу Нантой женат, имеет двоих детей.
Свободно говорит на румынском, украинском, русском и английском языках.

## Награды
- Орден «За заслуги» III степени (4 сентября 2023 года, Украина) — за весомый личный вклад в укрепление межгосударственного сотрудничества, поддержку государственного суверенитета и территориальной целостности Украины, популяризацию Украинского государства в мире[5]